# Scytodes montana
Scytodes montana là một loài nhện trong họ Scytodidae.
Loài này thuộc chi Scytodes. Scytodes montana được William Frederick Purcell miêu tả năm 1904.